# Jordânia nos Jogos Paralímpicos de Verão de 2012
A Jordânia é um dos participantes dos Jogos Paralímpicos de Verão de 2012, em Londres, no Reino Unido.

## Desempenho

### Levantamento de peso
Masculino
| Atletas                            | Evento  | Resultado | Posição |
| ---------------------------------- | ------- | --------- | ------- |
| Haidarah Abdallah Hasan Alkawamleh | +100 kg | 215,0     | 7º      |

Feminino
| Atletas                         | Evento | Resultado | Posição |
| ------------------------------- | ------ | --------- | ------- |
| Fatama Abdelghafer Ahmed Allawi | -52 kg | 85,0      | 6º      |